# Tom Miller
Tom Miller (Motherwell, 30 giugno 1890 – 3 settembre 1958) è stato un calciatore britannico, di ruolo attaccante.

## Carriera

### Club
Ha giocato nella prima divisione scozzese ed in quella inglese.

### Nazionale
Tra il 1920 ed il 1921 ha giocato 3 partite e segnato 2 reti in nazionale.